# Мун, Кит Джон
Кит Джон Мун (англ. Keith John Moon; 23 августа 1946, Лондон — 7 сентября 1978, там же) — британский барабанщик, наибольшую известность получивший как участник рок-группы The Who — благодаря необычному стилю игры на ударных, а также дикому, необузданному образу жизни.
Кит Мун считается музыкантом-новатором; он был одним из первых рок-барабанщиков, кто вывел партию ударных на передний план, подняв на новый уровень роль своего инструмента в рок-группе. Предпочитая выполнять небольшие офф-биты (второй и четвёртый бит каждого такта) на малом барабане, он быстро перестраивался на парадидлы (особые ритмические рисунки с двойными ударами) на том же малом барабане или же крещендо томов сверху вниз по звуковому ряду барабанной установки, которая росла с каждым годом.
Муна считают одним из лучших рок-барабанщиков в мире; в составе группы The Who он был включён в Зал славы рок-н-ролла, оказался на третьем месте в списке 50 лучших барабанщиков рок-музыки, составленном в 2005 году британским журналом Classic Rock. В 2010 году читатели журнала Rolling Stone также поставили его на третье место в списке лучших рок-барабанщиков. В списке «100 величайших барабанщиков всех времён» редакции того же журнала занял 2 место.

## Биография
Кит Джон Мун родился 23 августа 1946 года в Уэллесдене, Лондон, в семье Альфреда и Кэтлин Мунов (англ. Alfred, Kathleen Moon). Детство мальчика прошло в Уэмбли, северо-восточном пригороде Лондона. У Кита Муна было две сестры: Линда и Лезли, на 3 и 12 лет (соответственно) его младше. Альф Мун работал механиком; Кэтлин подрабатывала уборщицей. По воспоминаниям матери, сын с трёхлетнего возраста часами просиживал у граммофона, раз за разом проигрывая имевшиеся в доме пластинки (Нат Кинг Коул, Оркестр Джонни Стрэнда и др.). С раннего возраста мальчик стал проявлять комедийные актёрские способности. Семья любила слушать по радио выпуски «The Goon Show» комедийного трио The Goons; каждый раз на следующий день в школе Мун устраивал инсценировки тех или иных эпизодов.
В возрасте двенадцати лет Мун присоединился к музыкальной группе из местного Военно-морского кадетского корпуса, играя там на горне, трубе, и большом барабане. Почти сразу же он всерьёз увлёкся игрой на ударных; несколько раз просмотрел фильм «Drum Crazy», рассказывавшем историю джазового барабанщика Джина Крупы. Когда сыну было четырнадцать лет, отец купил ему барабанную установку.
Мун рос очень активным ребёнком с развитым воображением; в юности его занимала одна только музыка, с учёбой же в средней школе дела обстояли плохо: «В художественном отношении — отсталый, во всех прочих отношениях — идиот» (англ. Retarded artistically. Idiotic in other respects.), — таким было резюме учителя искусств. Другой преподаватель, Эйрон Софоклиус, хвалил его музыкальные способности и хаотичный стиль игры, хотя в одной из школьных характеристик отмечалось: «Имеет большие способности, но должен остерегаться своей склонности к хвастовству» (англ. He has great ability, but must guard against a tendency to show off.). Часто по пути из школы домой Мун заходил в студию звукозаписи на Эйлинг Роуд, где общался с профессиональными музыкантами. В результате Мун завалил выпускные экзамены и оставил школу.

### Начало музыкальной карьеры
Осенью 1961 года Мун приобрёл свою первую профессиональную ударную установку (перламутрово-голубой Premier) и приступил к самостоятельным репетициям. Кит Мун вспоминал позже, что поначалу подражал стилю американских исполнителей рока и джаз-сёрфа. Из музыкантов он более других выделял джазовых барабанщиков: Бадди Рича, Джо Джонса и Джина Крупу, примером которого руководствовался, оттачивая мастерство шоумена, а также Сонни Роллинса. В 1962 году он получил пропуск в «Музыкальный клуб» при отеле «Олдфилд» (Oldfield Hotel), где получил возможность наблюдать за игрой многих профессиональных барабанщиков. Его внимание привлёк, прежде всего, Карло Литтл (англ. Carlo Little), участник The Savages (группы, которую возглавлял Скримин Лорд Сатч), имевший репутацию самого оглушительного драммера своего времени. Мун попросил Литтла взять его на обучение и занимался несколько месяцев под руководством мастера, оплачивая по 10 шиллингов за урок.
Не прекращая учёбы на курсах, Мун присоединился к профессиональной группе The Escorts. «Играл он просто дико, но — подражал Карло Литтлу, и был единственным, кто осмеливался на такое. Это была настоящая личность: безумец на грани гениальности», — вспоминал один из участников ансамбля. В декабре 1962 года Мун откликнулся на объявление кавер-группы Beachcombers, искавшей себе ударника, и провел в её составе полтора года, заслужив прозвище «Горностай» (англ. Weasel). Барабанил Мун так отчаянно, что его ударную установку приходилось крепить к полу сцены 20-сантиметровыми гвоздями. К лету 1963 года Мун сделался фанатом сёрф-музыки: он начал выписывать из Америки пластинки Дика Дейла, The Chantays и The Beach Boys. В это время он (вплоть до весны 1964 года) служил в компании British Gypsum, где отвечал на звонки и сортировал заказы клиентов.

### The Who
В возрасте 17 лет Мун присоединился к группе The Who, заменив экс-барабанщика группы Дуга Сэндома, из-за которого группа не смогла пройти прослушивание у продюсера Криса Пармеинтера (англ. Chris Parmeinter) и подписать контракт со студией звукозаписи. В течение двух недель Мун был участником двух групп: The Beachcombers и The Who. При этом Альф Мун был резко против перехода сына из «стабильного», профессионального коллектива в непредсказуемый, взрывной рок-квартет.
На первом концерте в составе The Who Мун (к удивлению участников группы) привязал свою барабанную установку к колоннам зала; в ходе его получасового соло (пока техники меняли сгоревшие усилители) установка «разъезжалась в разные стороны, но её удерживали верёвки». После концерта Мун подошёл к подружке Энтвисла, взял у неё пустой бокал и выжал в него свою футболку, наполнив его до краёв.
На раннем этапе своей карьеры The Who не выделялись среди многих себе подобных, но — лишь до того момента, когда во время концерта летом 1964 года в клубе The Railway гитарист Пит Таунсенд случайно сломал гриф гитары о низкий потолок во время концерта. Зрителям это понравилось, и неделю спустя, когда Таунсенд ничего подобного не сделал, они начали выражать неудовольствие. В результате разбил свою установку Мун — утверждавший, впрочем, что сделал это от раздражения аудиторией, которая «только требует, ничего не отдавая взамен». Вскоре музыканты стали использовать такое поведение как сценический трюк: завершая выступления, они теперь намеренно ломали свои инструменты. Это привлекло к группе внимание прессы; вскоре многие рок-музыканты стали громить сцену во время выступлений, подражая The Who.
Киту Муну нравилось такое сценическое поведение; во время выступлений он громил, пинал, а затем и разбивал свою ударную установку, в результате чего и заслужил себе прозвище Мун-безумец (англ. Moon the Loon, Mad Moon). Публика по достоинству оценивала — как скоростную и высокопрофессиональную игру на ударных, так и «зажигательное» поведение барабанщика на сцене. Мун стал одним из самых известных барабанщиков своего поколения, а впоследствии был признан одним из величайших барабанщиков в истории рок-музыки .

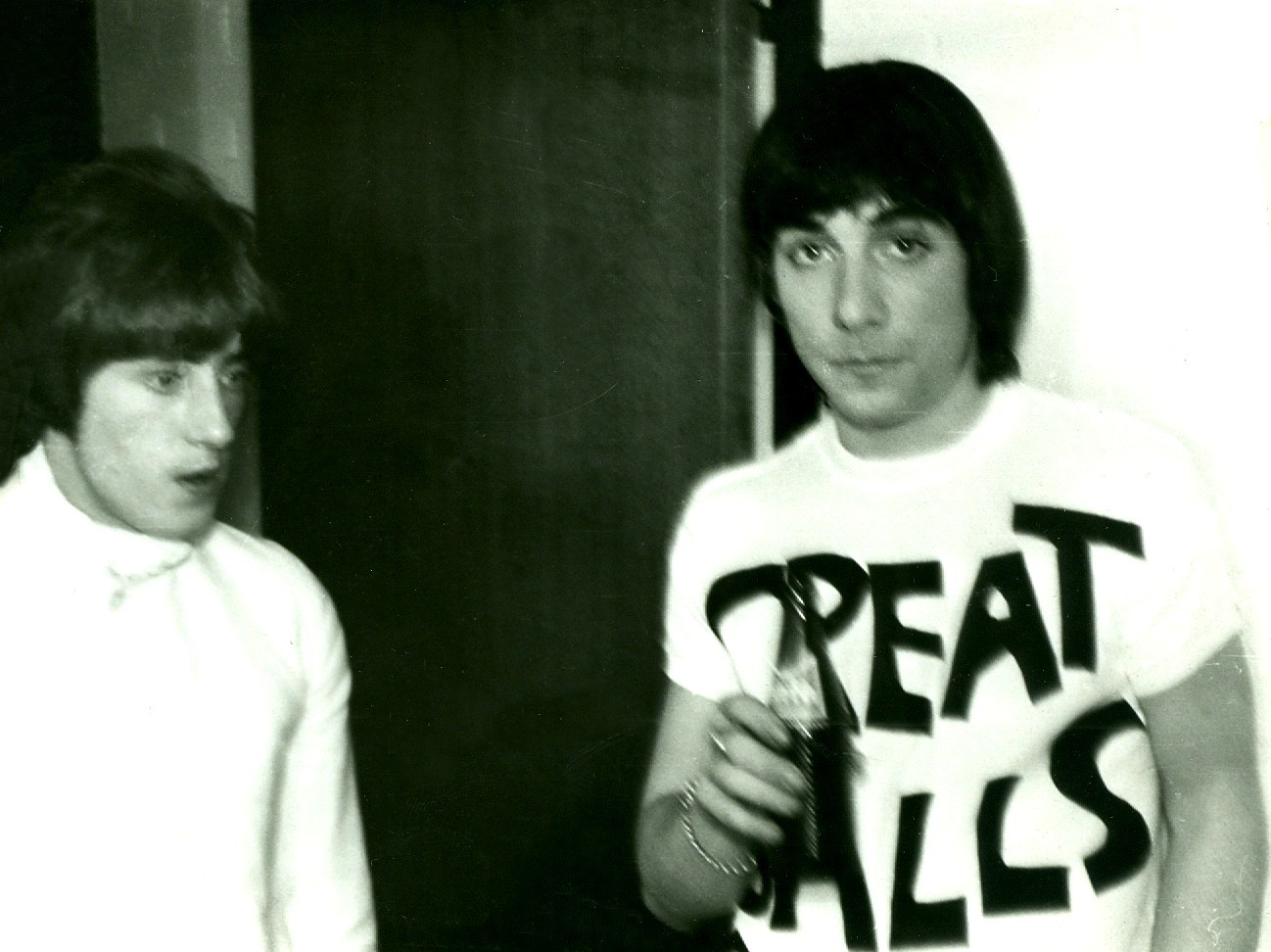
Долтри (слева) и Мун перед выступлением в Людвигсхафен-ам-Райне, Германия. 1967 год

В 1964 году The Who подписали свой первый контракт, обязывавший их создавать собственный материал. В начале 1965 года группа записала «I Can't Explain» (#8 UK Singles Chart) — сингл, принесший им национальную известность; многие отметили исполнение Муна, который «играл так, словно от его выступления зависела судьба всего свободного мира». Столь же заметной была партия ударных во втором сингле «Anyway, Anyhow, Anywhere» (#10 UK): она играла важную роль, словно бы обрамляя фидбэк таунсендовского гитарного звука.
В декабре 1965 года The Who выпустили дебютный альбом My Generation. Кит Мун стал соавтором инструментальной композиции «The Ox», написанной им совместно с Таунсендом, Энтвислом и клавишником Ники Хопкинсом. Исполнение Муна в альбоме было признано новаторским лишь впоследствии; тогда многим его игра казалась иррациональной — из-за этого, в частности, из американского варианта альбома оказалось вырезанным барабанное соло в одной из песен («The Kids Are Alright»); в полной версии композиция была издана лишь в бокс-сете Thirty Years of Maximum R&B.
Весной 1966 года вышел сингл «Substitute» (#5 UK); Мун записал свою партию здесь на таком порыве вдохновения, что позже не мог вспомнить, как это произошло. Между тем, склонность Муна к розыгрышам и привычка смеяться во время записи вокальных партий вынуждала коллег выгонять его из студии на время, пока там продолжалась работа. Возвращался он, чтобы записать собственные партии ударных и вокала, добавляя их практически уже к готовой песне. Характерная реплика слышна в конце песни «Happy Jack» (сингла 1966 года, #3 UK): «Я видел тебя!» — говорит Таунсенд, имея в виду Муна, прокравшегося в комнату, куда вход ему был запрещён.
В мае 1966 года произошёл инцидент, осложнивший отношения Муна и Таунсенда. Всё началось с того, что Мун и Энтвистл опоздали на концерт, будучи в гостях у Брюса Джонсона из Beach Boys. Долтри и Таунсенд вынуждены были срочно искать новую ритм-секцию, с которой и начали концерт. Вскоре состав воссоединился на сцене, но к концу исполнения «My Generation» Таунсенд случайно сильно ударил Муна гитарой в голову и нанес тому не слишком серьёзное, но болезненное повреждение. Энтвистл и Мун немедленно объявили об уходе из группы. Таунсенд принёс барабанщику самые искренние извинения; тот их принял, но некоторое время искал себе новое место работы, в частности, в The Animals.

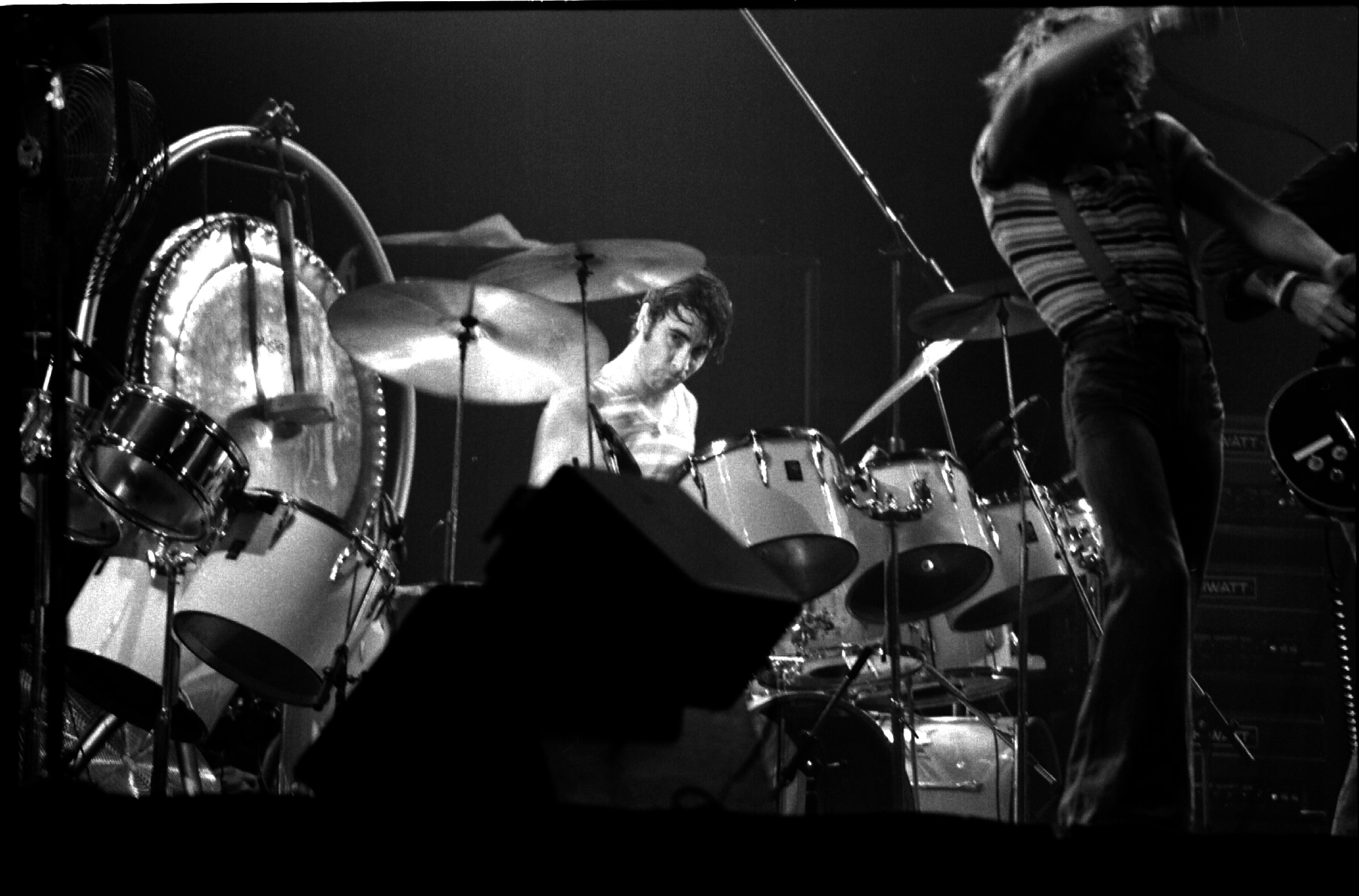
Кит Мун на концерте в Торонто (21 октября 1976 года)

Впоследствии Кит Мун исполнил основные вокальные партии в нескольких песнях The Who, в частности, в «Bucket T» и «Barbara Ann» (с мини-альбома Ready Steady Who, 1966) и «Bell Boy» (с альбома Quadrophenia, 1973), а также бэк-вокал во многих композициях, включая «Pictures of Lily» и «Guitar and Pen».
Он стал автором композиций «I Need You», в которой сам пел, инструментальной «Cobwebs and Strange» (с альбома A Quick One, 1966); а также сингловых би-сайдов: написанной с Джоном Энтвистлом «In the City», «Dogs Part Two» (1969 — в числе соавторов тут упоминаются Таузер и Джейсон, собаки Таунсенда и Энтвистла — соответственно) «Waspman» (1972), и «Girl’s Eyes» (из The Who Sell Out, они стали доступными после переиздания в 1995 году альбома, куда они вошли в качестве бонус-треков). Кроме того, в альбоме The Who Sell Out, своего рода трибьюте пиратскому радио, между песнями Таунсенда звучат рекламные «джинглы», написанные Муном и Энтвистлом.
Авторство композиции «Tommy’s Holiday Camp» (с Tommy) также было отдано Муну: именно он предложил перенести действие в лагерь отдыха. Песня была написана Таунсендом, и хотя существует ошибочное мнение, что там звучит голос Муна, в действительности в альбом вошла версия с демо-плёнки гитариста группы. Впрочем, именно Мун исполнял здесь вокальную партию — как на концертах The Who, так и в киноверсии альбома Tommy. Кит Мун, кроме того, предложил ввести соло на скрипке в композицию «Baba O’Riley» (с альбома Who's Next), и сам спродюсировал запись, осуществлённую его другом Дейвом Арбусом из группы East of Eden.
Роджер Долтри позже говорил, что именно Мун своей игрой соединял группу воедино; что Энтвисл и Таунсенд «были как спицы…, а Мун — клубком шерсти» (англ. were like knitting needles... and Keith was the ball of wool.).

#### Анализ творчества
Кит Мун участвовал в записи восьми студийных и одного концертного альбома The Who, записал сольный альбом, работал со многими рок-исполнителями в качестве сессионного и приглашённого музыканта. Внимание критиков он привлекал как своим поведением, так и талантом инструменталиста. Рецензенты, как правило, высоко отзывались о его игре; высоко оценивали стиль и коллеги.

На обложке дебютного альбома группы Мун выглядел довольно молодо, что и подмечали критики

На дебютном альбоме The Who My Generation Мун записал очень мощные и тяжёлые для ранней рок-музыки барабанные партии. Как отмечал рецензент Allmusic, «Кит Мун играл на ударных с молниеносной атакой, беспощадно-искусно на протяжении всего альбома» (англ. Keith Moon attacks the drums with a lightning, ruthless finesse throughout). Кит не только исполнил в альбоме барабанные партии; он стал соавтором инструментальной композиции «The Ox», по сути — импровизации. Впрочем, согласно книге Тони Флетчера, эта песня основывалась на идеях «Waikiki Run», композиции The Surfaris, разве что мелодии был придан более зловещий характер. Критики отметили в «The Ox» гитарные фидбэки, пауэр-аккорды и безостановочный характер игры барабанщика. На этом альбоме Кит Мун отступил от стандартов, играя безостановочные барабанные партии.
Следующий альбом группы, A Quick One, в сравнении с дебютом, отличался более лиричным и спокойным звучанием, однако ударные звучат здесь всё так же неистово — особенно в композициях «I Need You» и «A Quick One While He’s Away». В альбоме участники группы по задумке менеджера Криса Стампа (англ. Chris Stamp) разделили между собой авторские обязанности: все написали по несколько песен, и только Роджер — одну. Вклад Муна составляли «I Need You» (рабочее название — «I Need You (Like I Need A Hole In The Head)») и инструментальная композиция «Cobwebs and Strange» (первоначально — «Showbiz Sonata»), написанная словно бы «в укор» The Beatles, которые, как он полагал, говорили на каком-то секретном языке за его спиной. Хоть сам Мун и отрицал, что вокальная партия в песне имитировала Джона Леннона, Энтвистл утверждал, что фактически дело обстояло именно таким образом.
В альбоме The Who Sell Out барабанные партии были выдержаны в различных стилях, от спокойного блюза до угрожающего рока. Такое разнообразие было обусловлено тем обстоятельством, что альбом был выдержан в жанре психоделического рока. На бонусном диске переиздания (Deluxe Edition) тихие, лёгкие ударные партии сменяются фирменным маниакальным стилем Муна. В переизданный вариант пластинки была включена и песня Муна «Girl’s Eyes», оставшаяся «за бортом» при записи и составлении альбома.
На первой полноценной рок-опере группы Кит Мун не проявил себя на авторском поприще (исключение составили бонус-треки, вошедшие в делюкс-переиздание), но Таунсенд отдал ему как авторство композиции «Tommy’s Holiday Camp», так и право на вокал в ней на живых выступлениях. Альбом, сразу же прекрасно принятый критикой, спустя какое-то время был признан шедевром. Однако критики, не вдаваясь в подробности, касавшиеся вклада отдельных участников коллектива, автором альбома считали Пита Таунсенда.
В вышедшем следом концертном альбоме группы Live at Leeds мастерство Муна проявилось в полной мере, так что, релиз в какой-то мере исправил для него положение, сложившееся после Tommy. Альбом ныне считается лучшим концертным альбомом. Портал Allmusic даже сравнил звучание альбома со звучанием Led Zeppelin. Мун проявил свою агрессивную манеру игры более явно, нежели на студийных записях. Также критики отмечали игру Муна на видеозаписи живого выступления The Who «The Who at Kilburn: 1977», вышедшей в 2008 году. Интересно, что на всех живых выступлениях группы Мун часто смотрел на Пита Таунсенда, ориентируя ключевые моменты своих партий — на гитарные. Однако, несмотря на буйство игры, вся ударная установка была у него под контролем.
Who’s Next, как отмечают критики, отличался мощным звучанием благодаря как сильному вокалу Роджера Долтри, так и ударной установке Кита Муна. Мощное, ритмичное звучание барабанов, внезапно разрывающее музыкальную составляющую альбома, удачно ложилось на вокальные партии Долтри>. Однако критик Роберт Кристгау заметил, что из-за появления партии акустической гитары и ритмичных партий Муна альбом не имел чистого хард-рокового звучания, характерного для альбома Tommy.

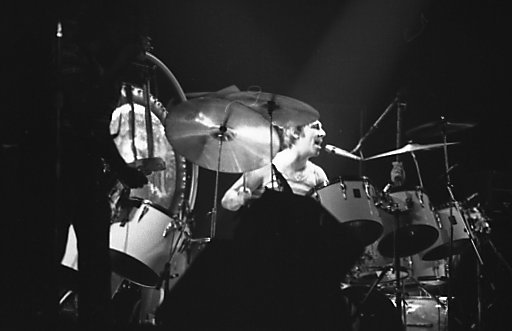
Кит Мун исполняет одну из немногих своих основных вокальных партий в композиции «Bell Boy» в альбоме Quadrophenia

На шестом студийном альбоме группы, Quadrophenia, стиль игры участников не изменился: всё те же 3 аккорда и фидбэк. В ходе студийной работы все члены группы распределили альбом между собой и проявили себя каждый наилучшим образом, создав свою вторую рок-оперу. Партия Муна звучит здесь со всей мыслимой небрежностью и развязностью, причём в финале задействованы все ударные инструменты, находившиеся в студии. Аранжировки пластинки отличались при этом мощными, сложными ритмами, в меру уплотнённым, устойчивым барабанным звуком. Журнал PopMatters отметил, что в альбоме Мун исполняет свои партии «просто удивительно» (англ. simply astounding).
Альбом The Who By Numbers, открывающийся песней «Slip Kid», которая начинается с 8 ударов отсчёта и переходит в смешанный ритм, похожий на драм-машину, в сравнении с остальными оказался самым спокойным; поубавилось тяжести и в барабанных партиях Муна. Финальная песня, «In a Hand Or a Face», близка к традиционному року; многие критики сочли её в альбоме слабейшей. Длинный барабанный переход здесь начинает соло, длящееся в обычном роковом стиле до конца композиции.
Последний записанный с Муном альбом, Who Are You, получил довольно высокие рейтинги, что во многом было обусловлено смертью Муна. Критик Роберт Кристгау, высказываясь об альбоме и смерти Кита Муна и заметив: «Я так и не услышал здесь ничего нового; это — не то, каким в моём представлении должен быть весёлый рок-н-ролл» (англ. But I never learn anything new, and this is not my idea of fun rock and roll), — при этом поставил оценку «B+». А портал Allmusic.com отметил: «Вне зависимости от факта смерти Муна, это была последняя довольно интересная запись The Who» (англ. Whether due to Moon's death or not, it was the last reasonably interesting Who record).

### Работа вне The Who
Кит Мун, помимо творчества в группе The Who, которая доминировала в его карьере, часто общался с другими музыкантами и помогал им в записях. Так Мун стал невольным автором названия группы Led Zeppelin: однажды он заявил, что группа с таким составом провалится, как «свинцовый дирижабль (цеппелин)» (англ. Lead Zeppelin). В 1966 году он впервые работал с гитаристом Yardbirds Джеффом Бэком, сессионным музыкантом Ники Хопкинсом и будущими участниками Led Zeppelin Джимми Пейджем и Джоном Полом Джонсом. Они записали инструментальную композицию «Beck’s Bolero», позже выпущенную синглом. На другой композиции Бэка «Ol' Man River» Мун играл на литаврах.
15 декабря 1969 года Мун присоединился к супергруппе Джона Леннона Plastic Ono Band для живого выступления на благотворительном концерте в лицее Барлума в Лондоне. В состав группы входили также Эрик Клэптон, Джордж Харрисон, Ники Хопкинс, Йоко Оно, Билли Престон и Клаус Форман. Они исполнили песню Леннона «Cold Turkey» и песню Йоко Оно «Don’t Worry Kyoko».
В 1971 году Мун сыграл эпизодическую роль в фильме Фрэнка Заппы «200 мотелей» (англ. 200 Motels). Он играл наркомана, умершего от передозировки. В 1973 он появился в фильме «Настанет день» (англ. That'll Be the Day), исполнив роль Дж. Д. Кловера, барабанщика в годы становления британского рок-н-ролла. Он сыграл эту же роль в сиквеле фильма в 1974 году, названном «Звёздная пыль» (англ. Stardust). В нём также снялся его друг Ринго Старр (бывший барабанщик The Beatles). В 1975 году он сыграл роль «дяди Эрни» в экранизации рок-оперы «Tommy»; фильм режиссировал Кен Рассел. В одном из баров в 1975 году он попросил Грэхема Чэпмена и Бернара Маккенна помочь ему подготовиться к роли в «безумном фильме» (англ. Mad Movie). Они назначили цену в тысячу фунтов, Мун вывернул карманы и отдал им все наличные из кармана. Так начался проект, который бы стал фильмом «Желтая борода» (англ. Yellowbeard). Мун хотел играть главную роль в этом фильме, но производство фильма растянулось на много лет, а к началу съемок он уже был в плохом физическом состоянии и непригодным к исполнению роли. В 1976 году он записал кавер песни The Beatles «When I’m Sixty-four» для саундтрека к фильму «Все это и Вторая мировая война» (англ. All This and World War II). Он сыграл дизайнера в фильме «Секстет» (англ. Sextette) в 1978 году.

#### Сольное творчество
В 1974 году компания Track Records/MCA выпустила его сольный сингл «Don’t Worry, Baby»/«Teenage Idol», который отразил его любовь к The Beach Boys. Единственный сольный альбом Кита Муна Two Sides of the Moon, выпущенный в 1975 году, был расценен критиками как шутка, самовыражение алкоголика и, несмотря на большое количество приглашенных сессионных музыкантов, получил множество отрицательных рецензий. Кит Мун не обратил на них внимание и начал работать над вторым сольным альбомом, по структуре и содержанию схожим с первым; альбом так и не был закончен. Портал Allmusic назвал альбом «самым дорогим караоке-альбомом в истории»(англ. the most expensive karaoke album in history), отмечая, что вокал и в альбоме, и в его более ранних синглах — «отвратителен» (англ. awful). Критик Роберт Кристгау написал про Муна, что его «сумасшествие переводилось не только на фильмы („Звездная пыль“, „Томми“), но даже на супер-соло студийную работу так, что его пародии очаровательны» (англ. madness translates not only to film (Stardust, Tommy) but even to the supersolo studio jobs that this parodies so deliciously). В альбоме барабанные партии были сыграны приглашёнными барабанщиками и поэтому в рецензиях не было ни слова о барабанном мастерстве Муна в его сольнике. Сам Мун в основном пел, а на ударных он играл только в трех композициях. Остальные барабанные партии исполняли Ринго Старр, сессионные музыканты Керли Смит, Джим Келтнер и актёр/музыкант Мигель Феррер.

### Смерть

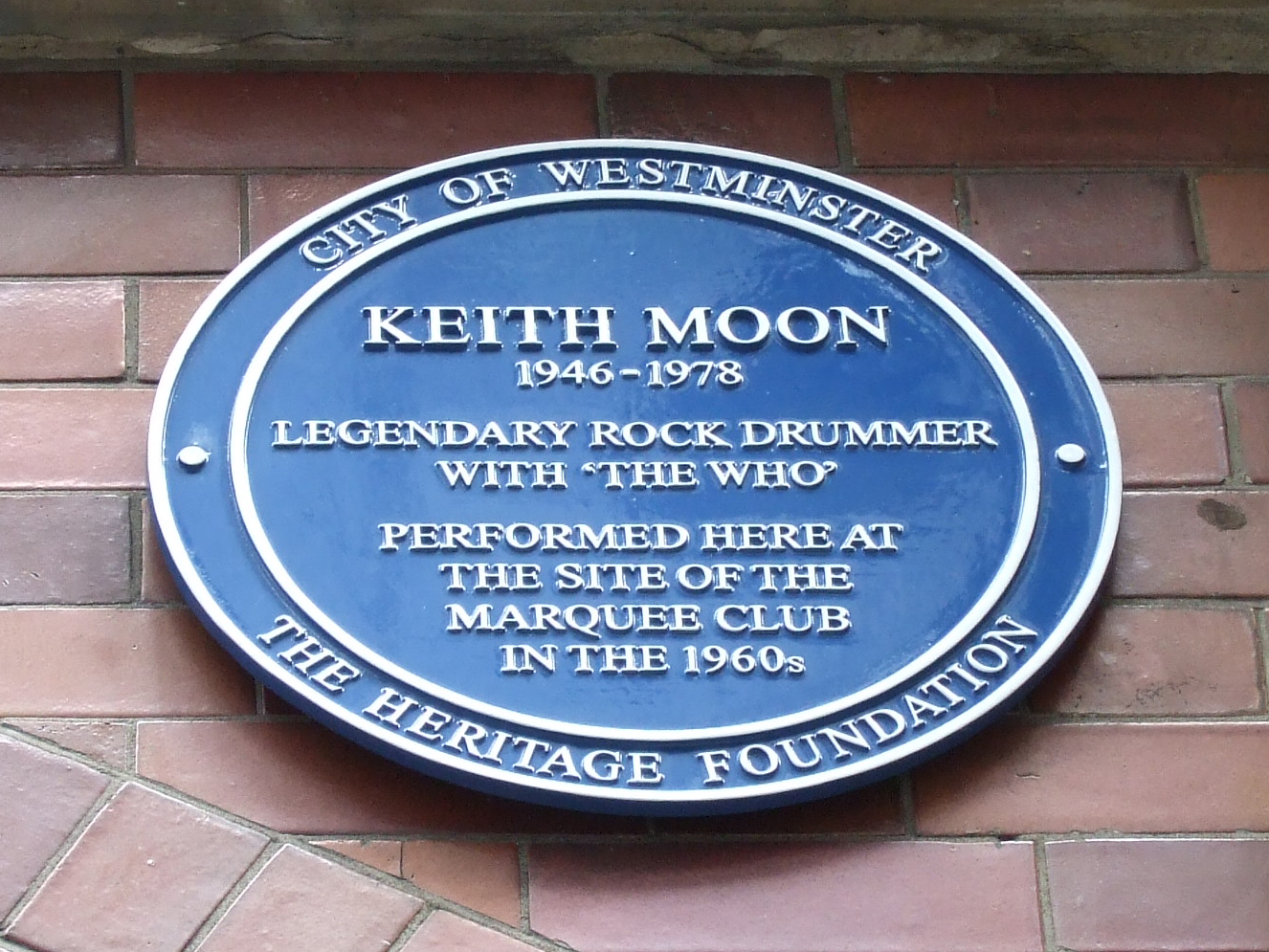
Синяя табличка, посвященная Киту Муну (Лондон, Вардоур стрит, W1)

6 сентября 1978 года Мун был приглашён Полом Маккартни в качестве гостя на просмотр фильма «История Бадди Холли» (англ. The Buddy Holly Story). После обеда с Полом и Линдой Маккартни в парке на Ковент-Гарден Мун со своей подругой, Аннетой Вальтер-Лакс, вернулся в свою квартиру под номером 12 на улице Керзон, 9 (где четырьмя годами ранее умерла американская певица Касс Эллиот).

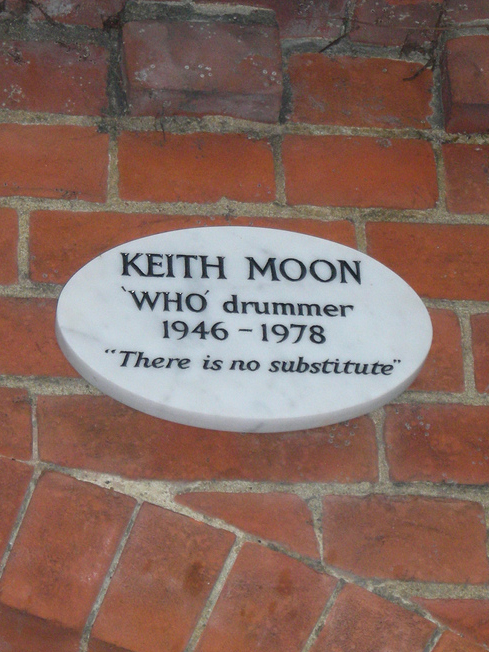
Табличка в крематории Голдерс-Грин, посвященная Киту Муну

Пара вернулась в Керзон Плейс около полуночи, и Мун сразу же заснул. Он проснулся в 7:30 утра, Аннет приготовила завтрак, и они посмотрели телевизор. Ночной визит и прогулка дали о себе знать, и им снова захотелось спать. Аннет, зная, что пьяный Мун громко храпит, легла на софу, где и уснула. Когда она проснулась, в 15:40, Мун уже не подавал признаков жизни. Попытки искусственного дыхания ни к чему не привели.
Было установлено, что Мун принял 32 таблетки клометиазола (англ. Clomethiazole) — лекарственного препарата, прописанного ему для борьбы с алкогольной зависимостью. Известно, что он отчаянно пытался «очиститься», причём непременно дома, поскольку к перспективе попасть в психиатрическую клинику для детоксикации относился с ужасом. Однако препарат не был разрешён для выдачи на дом во избежание появления наркотической зависимости и высокого риска смертности при смешивании лекарства с алкогольными напитками. Таблетки были выписаны новым врачом Муна, доктором Джефри Даймондом, который не был знаком с характером музыканта, отличавшегося повышенной импульсивностью. Врач выдал Муну полную упаковку (около 100 таблеток) с тем, чтобы тот употреблял по одной таблетке, когда будет испытывать невыносимую тягу к алкоголю (но не более 6 таблеток в день). После смерти Муна полиция установила, что из 32 таблеток в организме покойного растворилось только шесть, что и привело к летальному исходу.
Кит Мун умер через несколько дней после релиза альбома «Who Are You». На обложке альбома он изображен сидящим на стуле, чтобы скрыть набранный вес. А на самом стуле (на его спинке) была надпись «NOT TO BE TAKEN AWAY» (рус. НЕ ЗАБИРАТЬ).
Тело Кита Муна было кремировано в сентябре 1978 года, а его прах — развеян в саду Поминовения крематория Голдерс-Грин в Лондоне.

### События после смерти

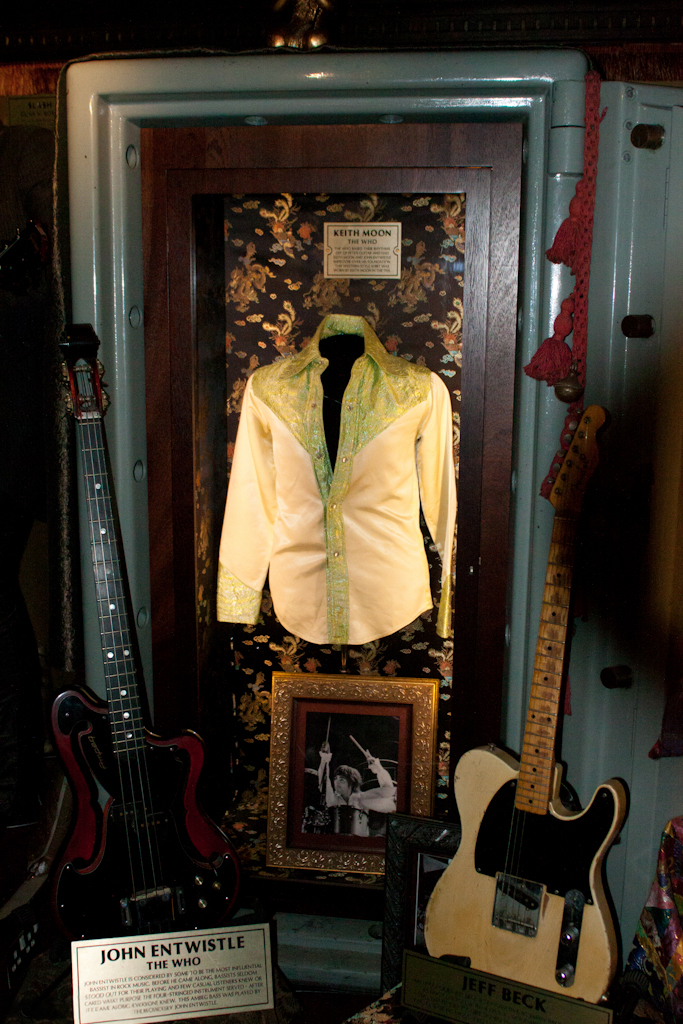
Выставка в Hard Rock Cafe

После смерти Кита Муна классический состав The Who был существенно преобразован: место барабанщика занял Кенни Джонс (бывший участник Small Faces), которого в свою очередь заменил Саймон Филлипс; к группе присоединился также клавишник Джон Бундрик. После долгих преобразований группы место за ударной установкой занял сын Ринго Старра — Зак Старки. В детстве Зак проводил много времени с Муном и обращался к нему «дядя Кит».
Долтри записал альбом под названием «Under a Raging Moon», в него вошла одноимённая песня, посвященная Киту Муну . В записи альбома участвовали одиннадцать барабанщиков, отдавшие таким образом дань памяти Муна. Трибьют-альбом под руководством Роджера Долтри был выпущен в 1985 году. Биограф Тони Флетчер написал биографию Кита Муна, назвав её «Голубчик: жизнь Кита Муна» (англ. Dear Boy: The Life of Keith Moon). Dear Boy — крылатая фраза, придуманная Муном около 1969 года. Также Роджер Долтри продюсирует байопик о Муне под названием «See Me Feel Me: Keith Moon Naked for Your Pleasure».
В 2005 году британский журнал Classic Rock поставил Муна на третье место в списке лучших рок-барабанщиков всех времен.
О том, какое влияние оказала на них игра Кита Муна, говорили многие барабанщики, в частности, Нил Эллвуд Пирт и Дэйв Грол. The Jam записали трибьют Киту Муну — кавер-версию песни The Who, «So Sad About Us», поместив его на сторону Б второго сингла их второго альбома, который вышел через месяц после смерти Муна. Для оформления оборотной стороны обложки сингла была использована фотография лица Кита Муна.

## Личная жизнь
«Любимая еда? 
— Блюз. 
Что вас интересует? 
— Птицы. 
Профессиональные устремления? 
— Разбить сотню ударных установок. 
Личные устремления? 
— Вечно оставаться молодым».
В 1974 году Мун начал встречаться со шведской моделью Аннетой Вальтер-Лакс (англ. Annette Walter-Lax). Его превращения в духе мистера Хайда Анетта описывала как нечто из фильма ужасов: перед ней буквально возникал рычащий неконтролируемый зверь. Однажды она попросила соседа из Малибу Ларри Хэгмэна (англ. Larry Hagman) в очередной раз отправить Муна в клинику для лечения алкоголизма, но когда доктора увидели, чем завтракает Мун (полная бутылка шампанского, коньяк Courvoisier и амфетамины), они пришли к выводу, что это безнадёжно.
Элис Купер (как и Мун — член питейного клуба «The Hollywood Vampires») вспоминал, как последний ходил там в костюме папы Римского, и это была не единственная его выходка. Он любил переодеваться, легко мог входить в образ кого угодно — от Гитлера до сверхсексуальной дамочки, от священника до маленького школьника. Джо Уолш, записывая свои разговоры с Муном, отмечал остроумие барабанщика и проворность речи. Его импровизированные истории носили сюрреалистический, фантастический характер и напоминали по стилю Питера Кука. Купер говорил, что он даже не был уверен, знал ли он Кита Муна, и существовал ли настоящий Кит Мун.

В самом деле, я не знаю, встречал ли я когда-нибудь Кита Муна. Я не знаю, был ли настоящий Кит Мун.Оригинальный текст (англ.)Honestly I don't know if I ever met Keith Moon. I don't know if there was a real Keith Moon.— Элис Купер
Муну также принадлежал «роллс-ройс» сиреневого цвета, окрашенный краской для дома. В передаче Top Gear Долтри заявил, что Мун любил покупать автомобили высшего класса и делать из них автомобили низшего класса. Автомобиль теперь принадлежит Мидлбрук Гэридж (базируется в Ноттингемшире).

## Характер и особенности поведения
Будучи почитаемым, известным музыкантом, Кит Мун вёл весьма разрушительный и безответственный образ жизни. Он крушил гостиничные номера, дома друзей и даже собственную квартиру, выбрасывая мебель из окон.
Помимо ударной установки, у Муна была другая любимая «визитная карточка»: привычка смывать мощное взрывное устройство в туалет, которое, взрываясь, уничтожало унитаз и разрушало канализационную трубу. Было подсчитано, что общая оценка ущерба, причинённого Муном по всему свету за 14 лет, превышает 500 000 долларов США. Как результат, многие международные сети отелей отказывали группе в бронировании номеров. Проказы Муна стали настолько известны, что когда Ника Харпера (сына Роя Харпера) спросили о его детских воспоминаниях о времени, которое он провел в компании группы The Who, то его ответ был: «Я помню, Кит взрывал туалеты.» (англ. I remember Keith blowing up the toilets.).
Согласно биографии Тони Флетчера, увлечение Муна пиротехникой начались в 1965, когда он приобрел 500 «вишневых бомб» (англ. Cherry Bombs). Впоследствии Мун стал использовать для подрыва туалетов не только «вишневые бомбы», но и римские свечи, M-80 и даже динамит. «Фарфор, летающий в воздухе, — это было просто незабываемо» (англ. All that porcelain flying through the air was quite unforgettable), — вспоминал Мун. «Я и не подозревал, что динамит такой мощный; до него я использовал копеечные взрывалки» (англ. I never realized dynamite was so powerful. I’d been used to penny bangers before.). В течение очень короткого времени Мун, оставлявший пробоины в полах ванных комнат и полностью уничтожая туалеты, приобрёл дурную репутацию среди владельцев отелей. Флетчер говорил, что «не было такого туалета в отеле или раздевалки, где было бы безопасно» (англ. no toilet in a hotel or changing room was safe), пока Мун не взрывал свой последний заряд.
В 1981 году Джон Энтвисл признался в интервью Los Angeles Times, что неоднократно, когда Мун взрывал туалеты, стоял за спиной у того со спичками. Однажды, когда гостиничный менеджер попросил прекратить шум (у того на полную громкость играл кассетный магнитофон с последним альбомом The Who), барабанщик пригласил служащего к себе в номер, поджёг брусок динамита, кинул в туалет и закрыл за собой дверь ванной. То, что заявил Мун после взрыва, поразило менеджера: «Вот это, голубчик, был шум…» (англ. That, dear boy, was noise.), — заметил он, после чего вновь включил магнитофон и добавил: «А это — The Who» (англ. This is The Who.). В другом отеле в Алабаме, Мун и Энтвисл взорвали туалет «вишневой бомбой», будучи неудовлетворенными уровнем гостиничного обслуживания. Энтвисл вспоминал: «Туалет превратился в сплошную пыль на стенах… Менеджмент доставил нам чемоданы прямо на концерт со словами: „Не возвращайтесь…“» (англ. That toilet was just dust all over the walls... The management brought our suitcases down to the gig and said: "Don't come back...").
Поступки Муна, которые зачастую объяснялись воздействием наркотиков или алкоголя, в действительности служили средством самовыражения для этой эксцентричной личности; Мун испытывал радость, шокируя окружающих. В биографии Муна его давний друг, барабанный техник Дугал Батлер замечал: «Он готов был проделать что угодно, если знал, что рядом есть люди, которые не хотели бы, чтобы он это сделал».
Между тем, Вивиан Стэншолл из группы Bonzo Dog Band (чью версию песни «Suspicion» Терри Стаффорда Мун как-то раз спродюсировал) отмечал, что проделки барабанщика The Who, при всей своей возмутительности, носили, в основном, юмористический характер. Пит Таунсенд же считал, что Мун сознательно создавал себе такую репутацию. Однажды, по пути в аэропорт, Мун настоял на возвращении в отель, заявив: «Я кое-что забыл, нам надо вернуться». Подъехав к гостинице в лимузине, он вбежал в свой номер, схватил включённый телевизор и выкинул его из окна в бассейн, после чего вернулся в машину со словами: «Чуть не забыл!»

### Двадцать первый день рождения
В 1967 году Кит Мун принял участие в истории, ставшей одной из рок-легенд. На банкетной вечеринке во Флинте в честь своего двадцать первого дня рождения Мун (начавший выпивать с 10 часов утра), реагируя на угрозу менеджера вызвать полицию (к тому времени захмелевшие гости швырялись друг в друга пирожными и тортом, выполненным в форме барабанной установки), случайно въехал на «кадиллаке» (Lincoln Continental) в бассейн отеля Holiday Inn. Потом он взорвал туалет в своей комнате, выскочив из ванной в самый последний момент, чтобы спастись от осколков фарфора. Мун утверждал, что эта история с автомобилем привела к пожизненному запрету посещения отелей во Флинте, в частности, The Holiday Inn, но в действительности этого не было. Питер Кавана (англ. Peter C. Cavanaugh) свидетель этих событий, рассказал о них в документальном фильме о рок-сцене 60-х. В книге «The Who In Their Own Words» Мун сам поведал о случившемся, причём утверждал, что именно тогда сломал передний зуб (убегая от местного шерифа). Другие свидетели произошедшего, включая Джона Энтвисла, высказывали сомнения в подлинности истории об автомобиле в бассейне, но подтверждали другие факты. Тони Флэтчер в своей книге приводит иную версию событий той ночи:

После битвы пирогами кто-то закричал: «А давайте стащим трусы с именинника!»… Музыканты (в основном из The Who и Herman's Hermits, групп, в те дни выступавших «на разогреве») погнались за Китом, прижали его к полу и стащили штаны. Девушки стали хихикать; полицейские — хмуро выражать неудовольствие. Кит, голый ниже пояса, бросился вон из комнаты — тут-то и выбил себе передний зуб.Оригинальный текст (англ.)It was (after a cake fight) that the cry came to 'debag' the birthday boy… Various members of (Herman’s Hermits and The Who) launched themselves on Keith, pinned him to the floor and successfully pulled his trousers down…As the teenage girls began gasping and giggling and the cops started grunting their disapproval, Keith, naked from the waist down, made a good-natured dash for it out of the room…and smashed one of his front teeth out.
— Moon: The Life and Death of a Rock Legend (стр. 210)
Полиция увезла Муна к дантисту (который отказался делать наркоз); вечеринка окончилась, и 30-40 гостей стали расходиться. Некоторые из них взяли автомобильные огнетушители и залили бассейн и машины, находившиеся на стоянке (шесть из них нуждались в перекраске из-за разъевшего корпус химсостава). С учётом разрубленного в щепки пианино Муну был выставлен счёт в 24 000 $ (по свидетельству Долтри — 50 000 $).

### Влияние здоровья Муна на выступления

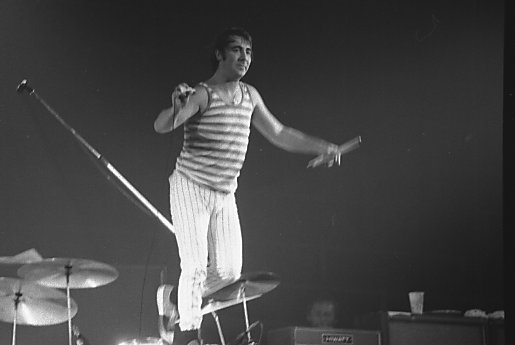
Мун выступает на своей ударной установке

Склонность Муна к дикому образу жизни не только создала ему дурную репутацию: она подорвала здоровье музыканта (который был лишь на третьем десятке), что сказалось на качестве сценических выступлений группы. В 1973 году во время тура The Who в поддержку альбома «Quadrophenia» на концерте в зале «Коу Палас» (Далли Сити, Калифорния) Мун, принявший большую дозу животных транквилизаторов, дважды терял сознание во время исполнения — сначала «Won’t Get Fooled Again», затем — «Magic Bus». Таунсенд обратился к аудитории: «Есть ли кто-то, кто играет на барабанах? — Я имею в виду, хорошо играет?». Один из присутствующих, Скот Халпин, и исполнил за Муна все оставшиеся барабанные партии. После выступления Таунсенд сказал в интервью, что Мун принял таблетки, запив их брэнди. В период с 1975 по 1978 год, когда группа не записывалась, Мун набрал лишний вес. Тем не менее, Джон Энствил утверждал, что Кит Мун и The Who достигли своего творческого пика в 1975—1976 годах. За то самое турне, в ходе которого барабанщик терял сознание, The Who получили приз «Красные подтяжки» от журнала Rolling Stone — как лучшая концертная группа.
Ринго Старр, близкий друг Муна, выражал серьёзную озабоченность состоянием здоровья того, замечая, что он в конечном итоге убьет себя, если будет продолжать в том же духе. На что Мун просто отвечал: «Да, я знаю».

### Автомобильный инцидент
4 января 1970 года Мун был участником дорожно-транспортного происшествия неподалёку от паба «Красный Лев» (англ. Red Lion). После церемонии открытия клуба, когда Мун думал, куда же отправиться дальше, а находившиеся рядом подвыпившие местные бритоголовые стали выражать недовольство его роскошным «Бентли» и стали нападать на него, выпивший Мун сел за руль и, пытаясь отъехать, сбил насмерть Ника Боланда - своего охранника, водителя, личного телохранителя и друга. Хотя следователь и подтвердил то, что смерть Боланда была результатом несчастного случая, Мун, обвинённый в неосторожном вождении и вождении в пьяном виде, всё равно получил условный срок.
Близкие музыканта позже говорили, что этот инцидент преследовал его всю жизнь. Дочь Боланда потратила значительное время на расследование и на допрос каждого свидетеля и пришла к выводу, что Мун не был виновен в том ДТП. Тем не менее, Мун так и не оправился от чувства вины. Памела Дес Баррес (известная групи), с которой Мун поддерживал постоянную связь в течение трёх лет в Лос-Анджелесе, была встревожена: она рассказывала, что Муна постоянно мучали ночные кошмары, навязчивая мысль о том, что он не имеет права на жизнь.

Часто просыпался среди ночи — с плачем и криками. Приходилось его долго успокаивать и утешать, чтобы он снова смог заснуть.
— Pamela DesBarres. I'm with the Band: Confessions of a Groupie

## Ударная установка

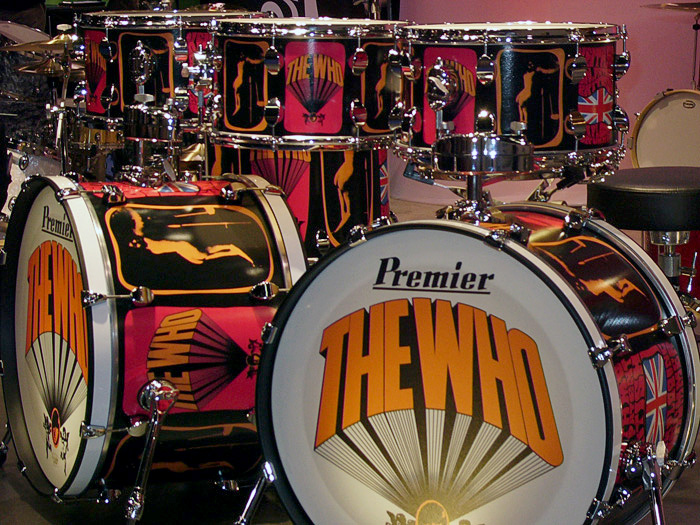
Классическая (красная) ударная установка Кита Муна Spirit of Lily

Первой ударной установкой Кита Муна стала установка Premier синего цвета, купленная в кредит его отцом, Альфом. Она была куплена по совету его друга и коллеги, ударника Джерри Эванса. В течение 1964 и 1965 годов он играл на обычной установке из четырёх барабанов, затем добавил пятый, в июне 1966 года он начал использовать два бас-барабана. Новая комбинация инструментов расширила возможности его игры: он почти полностью отказался от тарелки хай-хэт и начал основывать свою игру на двойных рифах бас-барабана с восьмыми нотами форшлага и стены белого шума, создаваемой с помощью крэш- и райд-тарелок. Эта манера игры на тарелках стала его визитной карточкой. Мун в основном использовал тарелки Paiste, иногда использовал и Zildjian.

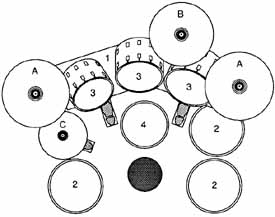
Схема расстановки инструментов:
A — крэш-тарелки, B — райд-тарелка, С — хай-хэт
1 — бас-барабан, 2 — напольный том-том, 3 — навесной том-том, 4 — малый барабан

Классическая красная ударная установка Муна (Premier цвета Red Sparkle) состоит из двух 14x22-дюймовых бас-барабанов, трёх навесных томов 8x14, одного 16x16 дюймового напольного тома, малого барабана 5x14 Ludwig Supraphonic 400 и одного дополнительного тома разных размеров, но довольно часто — 16x18 или 16x16 дюймов. Также установка состояла из двух и более 18-дюймовых крэш-тарелок фирмы Beat Paiste Giant и одной 20" райд-тарелки. В 1973 году Мун добавил второй ряд том-томов (вначале — четыре, затем — шесть), а в 1975 году добавил ещё два тимбалеса. Уникальное покрытие установки — это ручная работа художника по мотивам хита The Who — «Pictures of Lily». Этот вариант ударной установки Муна стал широко известен благодаря появлению в фильмах «Звёздная пыль» и «Томми», а также записям BBC выступления в Чарльтоне 1974 года. В 1975 и 1976 году установка была белой с золотой фурнитурой, на самом деле изготовленной из меди. Эта установка была отдана Заку Старки, сыну Ринго Старра. Его последняя установка была темно металлической, видна в кадрах фильма «The Kids Are Alright» на выступлении в Шэппертоне в 1978 году.
Мун использовал лёгкие, тонкие барабанные палочки и симметричный хват. Иногда он использовал свой, оригинальный хват палок и играл противоположным концом палки. Стиль игры Муна был на границе гениальности и безумия, он настолько сильно бил по барабанам, что их приходилось крепить к сцене гвоздями и веревкой.
В январе 2006 году Премьер выпустили копию установки Spirit of Lily; в том же году она была представлена на шоу NAMM.

## Дискография
| Год               | Альбом                                                                       | Самые верхние позиции в чартах | Самые верхние позиции в чартах | Самые верхние позиции в чартах | Самые верхние позиции в чартах | Самые верхние позиции в чартах | Самые верхние позиции в чартах | Самые верхние позиции в чартах | Самые верхние позиции в чартах | Сертификация RIAA США                                                                                     |
| Год               | Альбом                                                                       | USA                            | AUS                            | FRA                            | GER                            | NLD                            | SWE                            | SWI                            | UK                             | Nielsen SoundScan                                                                                         |
| ----------------- | ---------------------------------------------------------------------------- | ------------------------------ | ------------------------------ | ------------------------------ | ------------------------------ | ------------------------------ | ------------------------------ | ------------------------------ | ------------------------------ | --- |
| 1965 5 августа    | My Generation 1-й студийный альбом группы The Who                            | —                              | —                              | —                              | 14                             | —                              | —                              | —                              | 5                              | UK: золотой 236 место в списке «500 величайших альбомов всех времён» журнала Rolling Stone                |
| 1966 29 июня      | A Quick One 2-й студийный альбом группы The Who                              | 67                             | —                              | —                              | —                              | —                              | —                              | —                              | 4                              | 383 место в списке «500 величайших альбомов всех времён» журнала Rolling Stone                            |
| 1967 15 декабря   | The Who Sell Out 3-й студийный альбом группы The Who                         | 48                             | 8                              | —                              | —                              | —                              | —                              | 48                             | 13                             | 113 место в списке «500 величайших альбомов всех времён» журнала Rolling Stone                            |
| 1969 23 мая       | Tommy 4-й студийный альбом группы The Who                                    | 4                              | 8                              | 143                            | 50                             | 14                             | —                              | —                              | 2                              | UK: 2 × платиновый 96 место в списке «500 величайших альбомов всех времён» журнала Rolling Stone          |
| 1970 16 мая       | Live at Leeds 1-й концертный альбом группы The Who                           | 4                              | 6                              | —                              | 8                              | 5                              | —                              | —                              | 3                              | US: 2 × платиновый 170 место в списке «500 величайших альбомов всех времён» журнала Rolling Stone         |
| 1971 май          | Smash Your Head Against the Wall 1-й студийный сольный альбом Джона Энтвисла | 126                            | —                              | —                              | —                              | —                              | —                              | —                              | —                              | |
| 1971 31 июля      | Who's Next 5-й студийный альбом группы The Who                               | 4                              | 3                              | —                              | 18                             | 4                              | —                              | —                              | 1                              | US: 3 × платиновый 28 место в списке «500 величайших альбомов всех времён» журнала Rolling Stone          |
| 1972 май          | Whistle Rymes 2-й студийный сольный альбом Джона Энтвисла                    | 138                            | —                              | —                              | —                              | —                              | —                              | —                              | —                              | |
| 1973 19 октября   | Quadrophenia 6-й студийный альбом группы The Who                             | 2                              | 35                             | —                              | 7                              | 17                             | —                              | —                              | 2                              | UK: золотой US: платиновый 266 место в списке «500 величайших альбомов всех времён» журнала Rolling Stone |
| 1975 март, апрель | Two Sides of the Moon 1-й студийный сольный альбом                           | —                              | —                              | —                              | —                              | —                              | —                              | —                              | —                              | |
| 1975 3 октября    | The Who by Numbers 7-й студийный альбом группы The Who                       | 8                              | 29                             | —                              | —                              | 30                             | —                              | —                              | 7                              | UK: золотой US: платиновый                                                                                |
| 1977 май          | One of the Boys 3-й студийный сольный альбом Роджера Долтри                  | 46                             | —                              | —                              | —                              | —                              | —                              | —                              | —                              | |
| 1978 18 августа   | Who Are You 8-й студийный альбом группы The Who                              | 2                              | 9                              | —                              | 49                             | 18                             | 27                             | —                              | 6                              | UK: золотой US: 2 × платиновый                                                                            |